# Wilson Rodrigues Fonseca
Wilson Rodrigues Fonseca (sinh ngày 21 tháng 3 năm 1985) là một cầu thủ bóng đá người Brasil.

## Sự nghiệp câu lạc bộ
Wilson Rodrigues Fonseca đã từng chơi cho Vegalta Sendai.